# Верхня Грабівниця
Ве́рхня Гра́бівниця — село в Україні, у Жденіївській селищній громаді Мукачівського району Закарпатської області України. В селі діє чотирирічна школа.

## Назва
Назви села: 1600 — Рабоніка, Мала Рабоніка, 1645 — Фелсо-Рабоніча, 1648 — Рабоніча, Грабівниця, 1913 — Фелсоґеребен, 1945 — Грабівниця, Верхня Грабівниця.

## Географія
На південній околиці села бере початок річка Мала Пиня, ліва притока Пині.

## Історія
Вперше село згадується в 1543 році під назвою Рабоніча.
У 1833 році у Верхній Грабівниці споруджено завод, що виготовляв пляшки та віконне скло.Первісна назва села вказує на його походження не від назви дерева -граба- а від  титулу граф, який володів підприємством по виробництву скла.В народній вимові  граф звучало як "гроф","грабя". Це був граф Міклош Берчені,потім підприємство перейшло до домінії іншого графа- Шенборна.В селі завжди був значний відсоток німців.

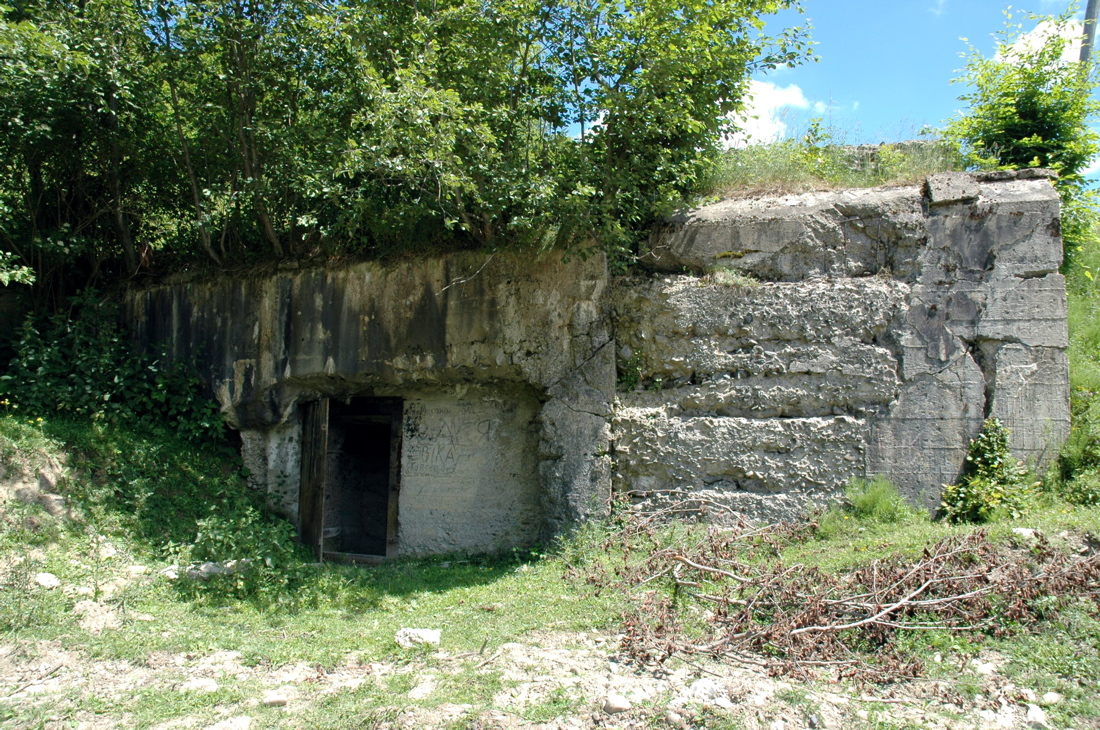
Оборонна споруда біля Верхньої Грабівниці, 2005 рік.

Бункер у селі Верхня Грабівниця — одна з найкраще збережених пам'яток Другої світової війни на так званій «Лінії Арпада». Це низка оборонних об'єктів 1939—1944 років довжиною близько 600 км (основний карпатський хребет від перевалу Дукля до Яблуницького перевалу). Основна мета — захист територій Угорщини від радянських військ. Робочою силою були угорські військові, а також їхні полонені. Назва оборонної лінії походить від імені вождя угрів Арпада, завдяки завоюванням якого виникла угорська держава. Бункер у Верхній Грабівниці зведений впродовж 1939—1944 рр. За історичними джерелами, його довжина сягала 1,5 км (сьогодні доступно близько 800 м). Найнижча точка бункера перевищує глибину 50 м. Ця споруда має 5 входів, чотири з яких є ДОТами (укр. ДОТ — довготривала оборонна точка; рос. — долговременная огневая точка). Оборонні точки оснащувалися гарматами, кулеметами тощо; це були прекрасні спостережні пункти: вид з кожного ДОТу відкривався на головну дорогу. Підземні приміщення бункера сполучені ходами-потернами, висота яких сягає 2 м. На різних рівнях оборонної споруди були розміщені кімнати: інженерна, вузлова (вузол зв'язку), зброярська, склади з боєприпасами та продуктами, лікарня, казарми, кухня, санвузли, а також розширені приміщення при виході на кожний ДОТ. В одному коридорі досі б'є джерело свіжої води (підземне живлення).
Цікаво знати,що такий потужний військовий об,єкт здався практично без бою.На той момент,коли радянська армія наблизилась до перевалів Карпат,М.Хорті вирішив вийти з війни.Була навіть укладена попередня мирна угода.Але в Будапешті  стався переворот,до влади прийшов Салаші,який був за продовження війни. В угорському війську стався розкол,частина солдатів і офіцерів,навіть сам командуючий армією Міклош Бела,здалися в полон.В амбразурах бункеру показались білі прапори.Про це писав командуючий 1-ю гвардійською армією А.А.Гречко в книзі  "Через Карпати".
У радянський час бункер числився об'єктом цивільної оборони для так званих недоторканих запасів (НЗ), які використовуються у критичних ситуаціях. Сучасні дослідження стін доводять, що частина тунелів у той час була замурована.
Протягом 1991—2012 років ця історична пам'ятка пустувала, а точніше нищилася вандалами.
Сьогодні бункером опікуються місцеві підприємці, завдяки чому підземні приміщення повертаються до ладу. Тут розміщена музейна експозиція, інформаційні стенди, а також проводяться екскурсії і дегустації закарпатського вина.

## Присілки
Полище
Полище - колишнє село в Україні, в Закарпатській області.
Обєднане з селом Верхня Грабівниця
Згадки:  1864: Полище, 1881: Poliscse, 1898: Poliscse, 1907: Poliscse, 1913: Poliscse, 1944: Poliscse, Полище
Дерев'яна каплиця св. Марії Магдалини 1880-х рр. Вона унікальна, оскільки є єдиною збереженою малою сакральною формою будівництва місцевих німців. Частину села Полище у 1870-х роках почали заселяти німці. У 1880 тут було вже 43 поселенці, що працювали на графа Шенборна. Вони і побудували цю каплицю. Прикрашають її 4 образи, хрести та статуї. Після 2 св.війни німці були репресовані. Станом на 2000 рік німецькою мовою володіло троє старожилів, а зараз, на жаль, не залишилося жодного.

Розділ
Розділ - колишнє село в Україні, в Закарпатській області.
Обєднане з селом Верхня Грабівниця
Згадки: 1645: Roszgyilla, 1648: Rozgilla, 1691: Rozgyila, 1808: Rozdilya, 1864: Rozdil, 1898: Rozgyila, 1907: Rozgyila, 1913: Rozgyila, 1925: Rozdíl, 1944: Rozgyil, Роздилъ

Шлог
Шлог - колишнє село в Україні, в Закарпатській області.
Обєднане з селом Верхня Грабівниця
Згадки: 1898: Slog, 1907: Slog, 1913: Slog, 1944: Slog, Шлогъ

## Населення
Згідно з переписом УРСР 1989 року чисельність наявного населення села становила 498 осіб, з яких 243 чоловіки та 255 жінок.
За переписом населення України 2001 року в селі мешкало 420 осіб.

### Мова
Розподіл населення за рідною мовою за даними перепису 2001 року:
| Мова       | Відсоток |
| ---------- | -------- |
| українська | 97,39 %  |
| словацька  | 1,18 %   |
| російська  | 0,95 %   |
| інші       | 0,48 %   |

## Культові споруди

### Церква святого Пророка Іллі (1925)
Маленьку дерев'яну церківцю збудував майстер Іван Шімон, що походив з німців-колоністів, які населяють Полище — присілок Підполоззя. Закінчували церкву Юрко Козловський та куратор Василь Русин. Фінансували будівництво місцеві заможні господарі Райчинець і Кейс.
Майстерно зроблені царські двері замовили на початку 1960-х років Павло Гукливський та його двоюрідний брат Іван Чекета, а різьбарем був монах з Буковця Михайло Ряшко. Відразу після спорудження церква справляла святкове враження своїми компактними формами, невимушено точною теслярською роботою, вдалими художніми акцентами. Церква — однозрубна, з незвичною трапецієподібною в плані вівтарною частиною. Незвичним є і зрубне вирішення вежі, на відміну від традиційного каркасного.
Двосхилий дах церкви не має виносу над входом, тут збудовано ґанок під двосхилим дахом на різьблених стовпчиках, обшитий знизу профільованими дошками. Маленькі главки з хрестами і досить великі вікна добре поєднувалися з головним об'ємом. Карниз даху було оббито фігурними дранками. На жаль, нині багато перелічених деталей уже відсутні або сховані під металевим покриттям.
У 1994—1998 роках збудовано нову дерев'яну церкву, а стару розібрали у 1999 р.
Поряд стоїть дерев'яна дзвіниця з трьома дзвонами, вкрита металевим шатром. Великий дзвін відлив Р. Герольд у 1923 році в Хомутові для церкви села Підполоззя, малий виготовив Ласло Лайош у 1862 році, а середній походить з 1790 року.

### Церква Різдва Пресвятої Богородиці (1998)
Поряд із старою дерев'яною церквою, що вже не вміщала всіх вірників, у червні 1995 р. почали будувати нову дерев'яну церкву дещо більших розмірів. Головним майстром першої у своєму житті церкви став дяк Йосип Козловський (нар. 1926), з ним працювали Василь Козловський та Антон Гукливський. Проект зроблено у Воловці, а гроші зібрано в селі. Розміри зрубу — 16×7,5 м, висота стін — 4 м, висота церкви з вежею — 15 м. Вежа також зрубна, дахи вкрито бляхою. Будівельні роботи завершили на храмове свято 1998 року. Через брак коштів дуже простенький іконостас вирізьбили вже згаданий Йосип Козловський та Емеріх Кейс, а прикрасили його розкішні царські двері із старої церкви. Стару церкву, на жаль, розібрали у 1999 році, а дзвіниця залишилася.

## Туристичні місця
- У 1833 році споруджено завод, що виготовляв пляшки та віконне скло.
- Бункер— одна з найкраще збережених пам'яток Другої світової війни на так званій «Лінії Арпада»
- храм Св. Пр. Іллі (1925)
- храм Різдва пр. Богородиці (1998) 
- дерев'яна каплиця св. Марії Магдалини 1880-х рр. 